# Championnat du monde de badminton par équipes féminines 2014
Navigation
Wuhan 2012 Kunshan 2016
La 25e édition du championnat du monde de badminton par équipes féminines, appelé également Uber  Cup, a lieu du 18 au 25 mai 2014 à New Delhi en Inde.
La Chine est tenante du titre. Elle a remporté l'épreuve 12 fois sur les 15 dernières éditions.
Sans surprise les Chinoises (têtes de série n°1) l'emportent en battant en finale les Japonaises (têtes de série n°2) sur le score de 3 à 1.

## Participants

### Critères de qualification

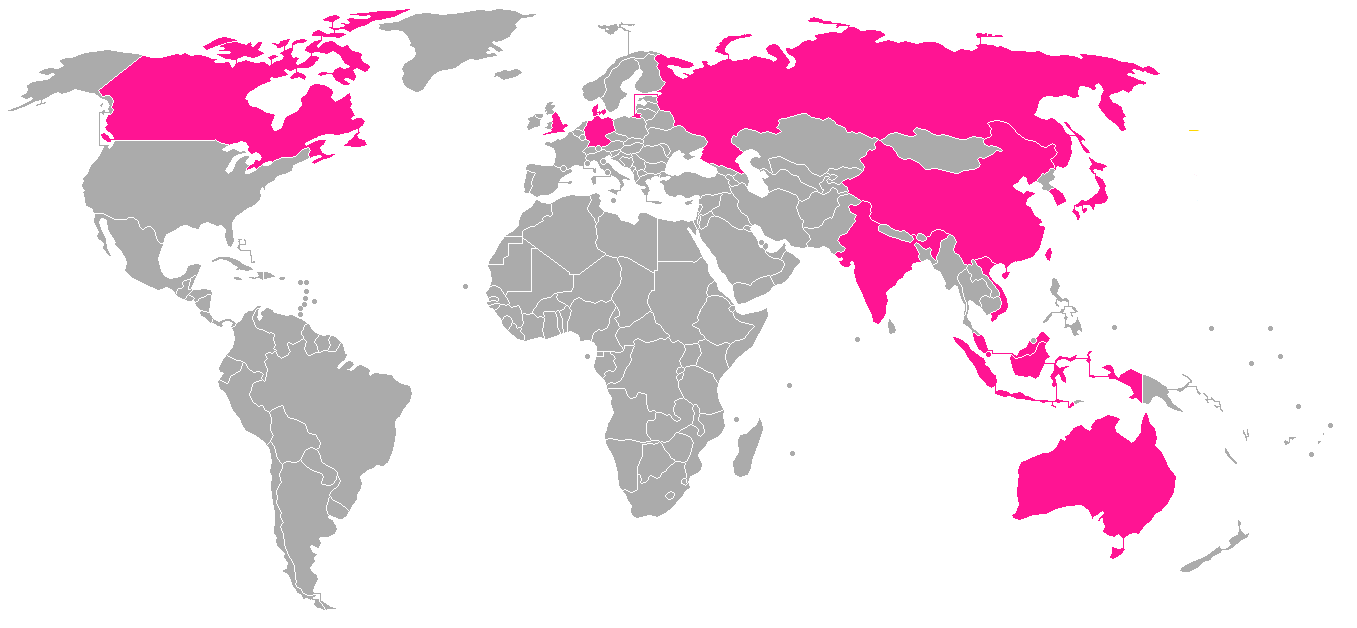
Nations participant à l'Uber Cup 2014

Pour la première fois, il n'y a plus de qualifications continentales. 16 nations sont invitées à participer à la compétition : le tenant du titre et le pays hôte sont qualifiés d'office ainsi que les 14 meilleures équipes du classement mondial : 
- l'équipe la mieux classée d'Afrique, d'Amérique et d'Océanie ;
- au moins trois équipes de l'Asie ;
- au moins trois équipes de l'Europe.

Pour déterminer ce classement mondial, on additionne les classements individuels des 3 meilleures joueuses et des 2 meilleures paires de chaque nation, à la date du 6 mars 2014. 
Ce classement sert en outre à la désignation des têtes de série.

### Classement mondial au 6 mars 2014
| Rang | Pays             | 1er SD | 1er SD                    | 2e SD | 2e SD                    | 3e SD | 3e SD               | 1er DD | 1er DD                                            | 2e DD | 2e DD                                   | Points  |
| Rang | Pays             | Cl.    | Joueur                    | Cl.   | Joueur                   | Cl.   | Joueur              | Cl.    | Joueurs                                           | Cl.   | Joueurs                                 | Points  |
| ---- | ---------------- | ------ | ------------------------- | ----- | ------------------------ | ----- | ------------------- | ------ | ------------------------------------------------- | ----- | --------------------------------------- | ------- |
| 1    | Chine            | 1      | Li Xuerui                 | 3     | Wang Shixian             | 4     | Wang Yihan          | 1      | Wang Xiaoli Yu Yang                               | 4     | Ma Jin Tang Jinhua                      | 397 163 |
| 2    | Japon            | 11     | Ayaka Takahashi           | 15    | Eriko Hirose             | 16    | Minatsu Mitani      | 3      | Misaki Matsutomo Ayaka Takahashi                  | 9     | Reika Kakiiwa Miyuki Maeda              | 273 714 |
| 3    | Thaïlande        | 2      | Ratchanok Intanon         | 10    | Porntip Buranaprasertsuk | 12    | Nitchaon Jindapol   | 11     | Duanganong Aroonkesorn Kunchala Voravichitchaikul | 29    | Savitree Amitapai Lam Narissapat        | 267 333 |
| 4    | Corée du Sud     | 5      | Sung Ji-hyun              | 6     | Bae Youn-joo             | 90    | Kim Hyo-min         | 7      | Jung Kyung-eun Kim Ha-na                          | 8     | Jang Ye-na Kim So-young                 | 262 348 |
| 5    | Indonésie        | 18     | Linda Weni Fanetri        | 26    | Bellaetrix Manuputty     | 30    | Aprilia Yuswandari  | 6      | Pia Zebadiah Bernadeth Rizki Amelia Pradipta      | 10    | Nitya Krishinda Maheswari Greysia Polii | 229 133 |
| 6    | Danemark         | 55     | Line Kjærsfeldt           | 73    | Sandra-Maria Jensen      | 78    | Anna Thea Madsen    | 2      | Kamilla Rytter Juhl Christinna Pedersen           | 19    | Line Damkjær Kruse Marie Røpke          | 181 894 |
| 7    | Inde             | 7      | Saina Nehwal              | 9     | P. V. Sindhu             | 40    | Arundhati Pantawane | 59     | Pradnya Gadre Ashwini Ponnappa                    | 65    | Jwala Gutta Ashwini Ponnappa            | 181 459 |
| 8    | Taipei chinois   | 8      | Tai Tzu-Ying              | 25    | Pai Hsiao-Ma             | 56    | Minatsu Mitani      | 35     | Cheng Wen-Hsing Hsieh Pei-Chen                    | 55    | Chen Hsiao-Huan Lai Chia-Wen            | 171 164 |
| 9    | Hong Kong        | 22     | Yip Pui Yin               | 33    | Chan Tsz Ka              | 131   | Cheung Ngan Yi      | 14     | Poon Lok Yan Tse Ying Suet                        | 97    | Chan Hung Yung Yuen Sin Ying            | 142 453 |
| 10   | Singapour        | 21     | Gu Juan                   | 69    | Chen Jiayuan             | 86    | Xing Aiying         | 20     | Shinta Mulia Sari Yao Lei                         | 42    | Fu Mingtian Vanessa Neo Yu Yan          | 142 031 |
| 11   | Malaisie         | 51     | Tee Jing Yi               | 83    | Yang Li Lian             | 123   | Sonia Cheah Su Ya   | 17     | Vivian Hoo Kah Mun Woon Khe Wei                   | 23    | Ng Hui Ern Ng Hui Lin                   | 136 379 |
| 12   | Bulgarie         | 35     | Linda Zechiri             | 39    | Petya Nedelcheva         | 53    | Stefani Stoeva      | 33     | Gabriela Stoeva Stefani Stoeva                    | 109   | Petya Nedelcheva Dimitria Popstoikova   | 129 326 |
| 13   | Angleterre       | 70     | Sarah Walker              | 77    | Fontaine Chapman         | 85    | Panuga Riou         | 27     | Kate Robertshaw Heather Olver                     | 30    | Lauren Smith Gabrielle Adcock           | 123 879 |
| 14   | Russie           | 50     | Natalia Perminova         | 59    | Ksenia Polikarpova       | 62    | Olga Golovanova     | 41     | Irina Khlebko Ksenia Polikarpova                  | 50    | Tatjana Bibik Anastasia Chervyakova     | 122 490 |
|      |                  |        |                           |       |                          |       |                     |        |                                                   |       |                                         |         |
| 15   | Allemagne        | 46     | Karin Schnaase            | 105   | Olga Konon               | 291   | Anika Dörr          | 25     | Johanna Goliszewski Birgit Michels                | 40    | Isabel Herttrich Carla Nelte            | 108 693 |
| 16   | Canada           | 24     | Michelle Li               | 100   | Charmaine Reid           | 106   | Christin Tsai       | 67     | Grace Gao Michelle Li                             | 83    | Alexandra Bruce Phyllis Chan            | 99 698  |
| 17   | France           | 38     | Sashina Vignes Waran      | 92    | Perrine Lebuhanic        | 157   | Delphine Lansac     | 48     | Audrey Fontaine Émilie Lefel                      | 66    | Lorraine Baumann Teshana Vignes Waran   | 96 970  |
| 18   | Espagne          | 13     | Carolina Marín            | 27    | Beatriz Corrales         | 441   | Clara Azurmendi     | 185    | Laura Molina Haideé Ojeda                         | 350   | Maria Marquez Diaz Ana Penas            | 96 406  |
| 19   | Pays-Bas         | 102    | Soraya de Visch Eijbergen | 190   | Gayle Mahulette          | 217   | Patty Stolzenbach   | 15     | Eefje Muskens Selena Piek                         | 71    | Samantha Barning Iris Tabeling          | 89 204  |
| 20   | États-Unis       | 45     | Jamie Subandhi            | 170   | Iris Wang                | 203   | Christine Look      | 22     | Eva Lee Paula Obanana                             | 233   | Annie Xu Kerry Xu                       | 83 980  |
| 21   | Écosse           | 20     | Kirsty Gilmour            | 382   | Rebekka Findlay          | 718   | Emma Cook           | 45     | Jillie Cooper Kirsty Gilmour                      | 102   | Kirsty Gilmour Imogen Bankier           | 80 374  |
| 22   | Australie        | 95     | Tara Pilven               | 148   | Joy Lai                  | 166   | Verdet Kessler      | 43     | Jacqueline Guan Gronya Somerville                 | 69    | Tang He Tian Renuga Veeran              | 77 580  |
| 23   | Nouvelle-Zélande | 74     | Michelle Chan             | 81    | Anna Rankin              | 281   | Vicki Copeland      | 52     | Anna Rankin Madeleine Stapleton                   | 108   | Amanda Brown Kritteka Gregory           | 74 482  |
| 24   | Ukraine          | 63     | Mariya Ulitina            | 109   | Natalya Voytsekh         | 206   | Yuliya Kazarinova   | 80     | Anastasiya Dmytryshyn Darya Samarchants           | 85    | Natalya Voytsekh Yelyzaveta Zharka      | 72 624  |
| 25   | Suisse           | 43     | Sabrina Jaquet            | 84    | Nicole Schaller          | 183   | Ayla Huser          | 94     | Sabrina Jaquet Ayla Huser                         | 240   | Marion Gruber Tiffany Zaugg             | 70 197  |
| 26   | Tchéquie         | 37     | Kristína Gavnholt         | 89    | Zuzana Pavelková         | 143   | Lucie Černá         | 134    | Kateřina Tomalová Šárka Křížková                  | 353   | Kateřina Tomalová Zuzana Pavelková      | 68 319  |

### Pays qualifiés
| Place | Pays             | Points  | Qualifié | Tête de série | Commentaire     |
| ----- | ---------------- | ------- | -------- | ------------- | --------------- |
| 1     | Chine            | 397 163 |          | 1             | Tenant du titre |
| 2     | Japon            | 273 714 |          | 2             |                 |
| 3     | Thaïlande        | 367 333 |          | 3/4           |                 |
| 4     | Corée du Sud     | 262 348 |          | 3/4           |                 |
| 5     | Indonésie        | 229 133 |          | 5/8           |                 |
| 6     | Danemark         | 181 894 |          | 5/8           |                 |
| 7     | Inde             | 181 459 |          | 5/8           | Pays hôte       |
| 8     | Taipei chinois   | 171 164 |          | 5/8           |                 |
| 9     | Hong Kong        | 142 453 |          | 9/16          |                 |
| 10    | Singapour        | 142 031 |          | 9/16          |                 |
| 11    | Malaisie         | 136 379 |          | 9/16          |                 |
| 12    | Bulgarie         | 129 326 |          |               | Non retenu      |
| 13    | Angleterre       | 123 879 |          | 9/16          |                 |
| 14    | Russie           | 122 490 |          | 9/16          |                 |
| 15    | Allemagne        | 108 693 |          |               | 9/16            |
| 16    | Canada           | 99 698  |          |               |                 |
| 17    | France           | 96 970  |          |               |                 |
| 18    | Espagne          | 96 406  |          |               |                 |
| 19    | Pays-Bas         | 89 204  |          |               |                 |
| 20    | États-Unis       | 83 890  |          |               |                 |
| 21    | Écosse           | 80 374  |          |               |                 |
| 22    | Australie        | 77 580  |          |               | Océanie         |
| 23    | Nouvelle-Zélande | 74 482  |          |               |                 |
| 24    | Ukraine          | 72 624  |          |               |                 |
| 25    | Suisse           | 70 197  |          |               |                 |
| 26    | Tchéquie         | 68 319  |          |               |                 |

## Localisation de la compétition
Les épreuves se déroulent au Siri Fort Sports Complex (en) à New Delhi en Inde.

## Format de la compétition
Les 16 nations participantes sont placées dans 4 poules de 4 équipes. Les 4 équipes s'affrontent sur 3 jours et les 2 premiers de chaque poule sont qualifiés pour les quarts de finale, stade à partir duquel les matches deviennent à élimination directe.
Chaque rencontre se joue en 5 matches : 3 simples et 2 doubles qui peuvent être joués dans n'importe quel ordre (accord entre les équipes).

## Phase préliminaire
| Qualifié pour les quarts de finale |

### Groupe W
Les matches ont lieu 18, 19 et 21 mai.
| Équipe               | Points | J | G | P | M    | S     | P       |
| -------------------- | ------ | - | - | - | ---- | ----- | ------- |
| Chine (1)            | 6      | 3 | 3 | 0 | 15-0 | 30-1  | 648-365 |
| Angleterre           | 4      | 3 | 2 | 1 | 7-8  | 15-19 | 584-636 |
| Taipei chinois (5/8) | 2      | 3 | 1 | 2 | 6-9  | 15-21 | 598-664 |
| Russie               | 0      | 3 | 0 | 3 | 2-13 | 8-27  | 536-701 |

### Groupe X
Les matches ont lieu 18, 20 et 21 mai.
| Équipe             | Points | J | G | P | M    | S     | P       |
| ------------------ | ------ | - | - | - | ---- | ----- | ------- |
| Corée du Sud (3/4) | 6      | 3 | 3 | 0 | 14-1 | 28-8  | 717-523 |
| Indonésie (5/8)    | 4      | 3 | 2 | 1 | 10-5 | 23-11 | 660-524 |
| Singapour          | 2      | 3 | 1 | 2 | 6-9  | 15-19 | 586-612 |
| Australie          | 0      | 3 | 0 | 3 | 0-15 | 2-30  | 363-667 |

### Groupe Y
Les matches ont lieu les 18, 19 et 20 mai. 
| Équipe          | Points | J | G | P | M    | S     | P       |
| --------------- | ------ | - | - | - | ---- | ----- | ------- |
| Inde (5/8)      | 6      | 3 | 3 | 0 | 12-3 | 25-8  | 642-489 |
| Thaïlande (3/4) | 4      | 3 | 2 | 1 | 10-5 | 21-12 | 639-505 |
| Hong Kong       | 2      | 3 | 1 | 2 | 7-8  | 16-17 | 540-580 |
| Canada          | 0      | 3 | 0 | 3 | 1-14 | 4-29  | 429-676 |

### Groupe Z
Les matches ont lieu les 19, 20 et 21 mai.
| Équipe         | Points | J | G | P | M    | S     | P       |
| -------------- | ------ | - | - | - | ---- | ----- | ------- |
| Japon (2)      | 6      | 3 | 3 | 0 | 13-2 | 26-8  | 680-526 |
| Danemark (5/8) | 4      | 3 | 2 | 1 | 9-6  | 21-16 | 667-649 |
| Malaisie       | 2      | 3 | 1 | 2 | 8-7  | 18-15 | 602-618 |
| Allemagne      | 0      | 3 | 0 | 3 | 0-15 | 3-29  | 486-642 |

## Phase finale

### Tableau final
|  | Quarts de finale   | Quarts de finale   | Quarts de finale | Quarts de finale |       |       | Demi-finales | Demi-finales | Demi-finales | Demi-finales |  |  | Finale | Finale | Finale | Finale |
|  |                    |                    |                  |                  |       |       |              |              |              |              |  |  |        |        |        |        |
|  | 22 mai             | 22 mai             | 22 mai           | 22 mai           |       |       | 23 mai       | 23 mai       | 23 mai       | 23 mai       |  |  | 24 mai | 24 mai | 24 mai | 24 mai |
|  | 22 mai             | 22 mai             | 22 mai           | 22 mai           |       |       | 23 mai       | 23 mai       | 23 mai       | 23 mai       |  |  | 24 mai | 24 mai | 24 mai | 24 mai |
|  | Chine (1)          | Chine (1)          | 3                | 3                |       |       | 23 mai       | 23 mai       | 23 mai       | 23 mai       |  |  | 24 mai | 24 mai | 24 mai | 24 mai |
|  | Chine (1)          | Chine (1)          | 3                | 3                |       |       | 23 mai       | 23 mai       | 23 mai       | 23 mai       |  |  | 24 mai | 24 mai | 24 mai | 24 mai |
|  | Angleterre         | Angleterre         | 0                | 0                |       |       | 23 mai       | 23 mai       | 23 mai       | 23 mai       |  |  | 24 mai | 24 mai | 24 mai | 24 mai |
|  | Angleterre         | Angleterre         | 0                | 0                | Chine | Chine | 3            | 3            |              |              |  |  | 24 mai | 24 mai | 24 mai | 24 mai |
|  | 22 mai             |                    |                  |                  | Chine | Chine | 3            | 3            |              |              |  |  | 24 mai | 24 mai | 24 mai | 24 mai |
|  |                    |                    | Corée du Sud     | Corée du Sud     | 0     | 0     |              |              |              |              |  |  | 24 mai | 24 mai | 24 mai | 24 mai |
|  | Corée du Sud (3/4) | Corée du Sud (3/4) | Corée du Sud     | Corée du Sud     | 0     | 0     | 3            | 3            |              |              |  |  | 24 mai | 24 mai | 24 mai | 24 mai |
|  | Corée du Sud (3/4) | Corée du Sud (3/4) | 23 mai           |                  |       |       | 3            | 3            |              |              |  |  | 24 mai | 24 mai | 24 mai | 24 mai |
|  | Thaïlande (3/4)    | Thaïlande (3/4)    | 1                | 1                |       |       |              |              |              |              |  |  | 24 mai | 24 mai | 24 mai | 24 mai |
|  | Thaïlande (3/4)    | Thaïlande (3/4)    | 1                | 1                | Chine | Chine | 3            | 3            |              |              |  |  |        |        |        |        |
|  | 22 mai             |                    |                  |                  | Chine | Chine | 3            | 3            |              |              |  |  |        |        |        |        |
|  |                    |                    | Japon            | Japon            | 1     | 1     |              |              |              |              |  |  |        |        |        |        |
|  | Indonésie (5/8)    | Indonésie (5/8)    | Japon            | Japon            | 1     | 1     | 0            | 0            |              |              |  |  |        |        |        |        |
|  | Indonésie (5/8)    | Indonésie (5/8)    |                  |                  |       |       |              |              |              |              |  |  |        |        |        |        |
|  | Inde (5/8)         | Inde (5/8)         | 3                | 3                |       |       |              |              |              |              |  |  |        |        |        |        |
|  | Inde (5/8)         | Inde (5/8)         | 3                | 3                | Inde  | Inde  | 2            | 2            |              |              |  |  |        |        |        |        |
|  | 22 mai             |                    |                  |                  | Inde  | Inde  | 2            | 2            |              |              |  |  |        |        |        |        |
|  |                    |                    | Japon            | Japon            | 3     | 3     |              |              |              |              |  |  |        |        |        |        |
|  | Danemark (5/8)     | Danemark (5/8)     | Japon            | Japon            | 3     | 3     | 0            | 0            |              |              |  |  |        |        |        |        |
|  | Danemark (5/8)     | Danemark (5/8)     |                  |                  |       |       |              | 0            |              |              |  |  |        |        |        |        |
|  | Japon (2)          | Japon (2)          | 3                | 3                |       |       |              |              |              |              |  |  |        |        |        |        |
|  | Japon (2)          | Japon (2)          | 3                | 3                |       |       |              |              |              |              |  |  |        |        |        |        |
|  |                    |                    |                  |                  |       |       |              |              |              |              |  |  |        |        |        |        |